# Dactylolabis grunini
Dactylolabis grunini là một loài ruồi trong họ Limoniidae. Chúng phân bố ở miền Cổ bắc.